# 宋宜 (北宋)
宋宜（？—？），宋朝政治人物。

## 生平
宋宜曾于1046年接替谢景温任华亭县知县一职，1049年由章拱之接任。